# They Call Us Ausländerteam
They Call Us Ausländerteam ist eine Dokumentarfilm-Serie von Vera Weber und Benjamin Kahlmeyer, die 2021 in Deutschland gedreht und produziert wurde. 2022 wurde die vierteilige Serie in der ARD Mediathek veröffentlicht. Die deutsche TV-Premiere folgte am 22. Mai 2022 im MDR.

## Handlung
"They Call Us Ausländerteam" dokumentiert den Alltag und die Herausforderungen des SV Blau-Weiß Grana in einer strukturschwachen Region Ostdeutschlands. Im Zentrum steht die Integrationsleistung des Vereins, der als Beispiel für den gesellschaftlichen Zusammenhalt und die verbindende Kraft des Fußballs dient. Die Serie zeigt, wie die Spieler aus unterschiedlichen Herkunftsländern gemeinsam trainieren, spielen und ihren Alltag bewältigen. Neben sportlichen Zielen, wie dem erhofften Aufstieg in die nächsthöhere Spielklasse nach der Corona-Pandemie, werden auch gesellschaftliche Probleme thematisiert, etwa Rassismus, Aufenthaltsunsicherheiten und finanzielle Schwierigkeiten.
Ein zentrales Ereignis der Serie ist ein Vorfall im Jahr 2019, als ein Spieler aus Gambia nach einem Zweikampf für eine schwere Verletzung eines Gegenspielers verantwortlich gemacht wurde. Trotz der Einschätzung der Schiedsrichterin, dass kein Foul vorlag, wurde der Spieler rassistisch beleidigt und der Verein von anderen Mannschaften boykottiert. Infolge dieses Vorfalls zog sich auch der Trikotsponsor mit der Begründung "zu viele Schwarze" zurück.
Die Dokumentarserie hebt hervor, wie der Verein und seine Mitglieder trotz Anfeindungen und Ausgrenzung zusammenhalten und sich gegen Rassismus engagieren. Der Fußballverein wird dabei als herzliche Gemeinschaft porträtiert, die für viele Geflüchtete zu einer neuen Familie geworden ist.

## Produktion
THEY CALL US AUSLÄNDERTEAM ist eine Produktion der DRIVE beta GmbH im Auftrag des MDR für das mittlerweile eingestellte Serienformat SO CLOSE und die ARD Mediathek. Gedreht wurde über den Zeitraum von einem Jahr, zwischen 2021 und 2022. Hauptschauplatz ist die Stadt Zeitz in Sachsen-Anhalt, wo der Fußballverein SV Blau-Weiß Grana beheimatet ist. Im Anschluss an die Veröffentlichung in der ARD-Mediathek folgte die Kinopremiere am 25. April 2022 in einer 65-minütigen Spezialfassung beim 11mm Internationales Fußballfilmfestival Berlin.

## Kritik
Sebastian Fischer zeigt sich in der Süddeutschen Zeitung angerührt von der Geschichte des Vereins: „Das Ungewöhnliche, das Traurige an der Geschichte dieser Mannschaft ist, wie ihr begegnet wurde“. Jakob Walter schreibt auf Film-Rezensionen.de: „Der SV Blau-Weiß Grana ist ein inspirierendes Vorbild und zeigt perfekt, wie Völkerverständigung richtig funktioniert.“ Walter äußert sich aber auch ernüchtert von der Realität des Kreisligafußballs: „Dieses Beispiel zeigt jedoch, dass im hier dargestellten deutschen Fußball und somit in der deutschen Gesellschaft immer noch veraltete Denkmuster existieren (...) Diese Denke aus den Köpfen der Menschen zu verdrängen, gilt es zu erreichen. Dass das keineswegs einfach wird, zeigt die Dokumentation eindrucksvoll.“